# Théâtre en Iran
Théâtre en Iran (en persan : نمایش در ایران) est la recherche fondamentale de Bahram Beyzai sur le théâtre dans le monde persan de l'Antiquité au XXe siècle. Il a été décrit comme "l'ouvrage définitif sur l'histoire du théâtre persan".

## Traductions
Beyzaì, Bahram. Histoire du théâtre en Iran . tr. Mani Naïmi. Seattle. 2020.  (ISBN 9781659115697)